# NGC 3183
NGC 3183 (ook wel NGC 3218) is een balkspiraalstelsel in het sterrenbeeld Draak. Het hemelobject werd op 2 april 1801 ontdekt door de Duits-Britse astronoom William Herschel.

## Synoniemen
- NGC 3218
- IRAS10176+7425
- UGC 5582
- ZWG 333.23
- MCG 12-10-28
- ZWG 351.18
- PGC 30323